# Кинонаграда MTV за лучшую комедийную роль
Список лауреатов кинонаграды MTV в категории Лучшая комедийная роль:
| Церемония | Год церемонии | Лауреат                                             | Номинанты | Прим.         |
| --------- | ------------- | --------------------------------------------------- | --- | ------------- |
| 1-я       | 1992          | Билли Кристал — Городские пижоны                    | Дэна Карви — Мир Уэйна Стив Мартин — Отец невесты Билл Мюррей — А как же Боб? Майк Майерс — Мир Уэйна                                                                                             | [ 1 ]         |
| 2-я       | 1993          | Робин Уильямс — Аладдин                             | Вупи Голдберг — Действуй, сестра Эдди Мёрфи — Бумеранг Билл Мюррей — День сурка Джо Пеши — Мой двоюродный брат Винни                                                                              | [ 2 ]         |
| 3-я       | 1994          | Робин Уильямс — Миссис Даутфайр                     | Джим Кэрри — Эйс Вентура: Розыск домашних животных Джонни Депп — Бенни и Джун Вупи Голдберг — Действуй, сестра 2 Поли Шор — Зять                                                                  | [ 3 ]         |
| 4-я       | 1995          | Джим Кэрри — Тупой и ещё тупее                      | Тим Аллен — Контракт Санта-Клауса Том Арнольд — Правдивая ложь Джим Керри — Маска Адам Сэндлер — Билли Мэдисон                                                                                    | [ 4 ]         |
| 5-я       | 1996          | Джим Керри — Эйс Вентура: Когда зовёт природа       | Крис Фарли — Увалень Томми Адам Сэндлер — Счастливчик Гилмор Алисия Сильверстоун — Бестолковые Крис Такер — Пятница                                                                               | [ 5 ]         |
| 6-я       | 1997          | Джим Кэрри — Кабельщик                              | Крис Фарли — Ниндзя из Беверли-Хиллз Эдди Мёрфи — Чокнутый профессор Робин Уильямс — Клетка для пташек                                                                                            | [ 6 ]         |
| 7-я       | 1998          | Джим Кэрри — Лжец, лжец                             | Руперт Эверетт — Свадьба лучшего друга Майк Майерс — Остин Пауэрс: Международный человек-загадка Адам Сэндлер — Певец на свадьбе Уилл Смит — Люди в чёрном                                        | [ 7 ]         |
| 8-я       | 1999          | Адам Сэндлер — Маменькин сыночек                    | Камерон Диас — Все без ума от Мэри Крис Рок — Смертельное оружие 4 Бен Стиллер — Все без ума от Мэри Крис Такер — Час пик                                                                         | [ 8 ]         |
| 9-я       | 2000          | Адам Сэндлер — Большой папа                         | Джейсон Биггз — Американский пирог Ice Cube — Следующая пятница Майк Майерс — Остин Пауэрс: Шпион, который меня соблазнил Паркер Поузи — Крик 3                                                   | [ 9 ]         |
| 10-я      | 2001          | Бен Стиллер — Знакомство с родителями               | Джим Керри — Я, снова я и Ирэн Том Грин — Дорожное приключение Мартин Лоуренс — Дом большой мамочки Эдди Мёрфи — Чокнутый профессор 2: Семья Клампов                                              | [ 10 ]        |
| 11-я      | 2002          | Риз Уизерспун — Блондинка в законе                  | Эдди Мёрфи — Шрек Майк Майерс — Шрек Шон Уильям Скотт — Американский пирог 2 Крис Такер — Час пик 2                                                                                               | [ 11 ]        |
| 12-я      | 2003          | Майк Майерс — Остин Пауэрс: Голдмембер              | Уилл Феррелл — Старая закалка Седрик «Развлекатель» — Парикмахерская Джонни Ноксвилл — Чудаки Адам Сэндлер — Миллионер поневоле                                                                   | [ 12 ]        |
| 13-я      | 2004          | Джек Блэк — Школа рока                              | Джим Керри — Брюс Всемогущий Джонни Депп — Пираты Карибского моря: Проклятие «Чёрной жемчужины» Эллен Дедженерес — В поисках Немо Уилл Феррелл — Эльф                                             | [ 13 ]        |
| 14-я      | 2005          | Дастин Хоффман — Знакомство с Факерами              | Антонио Бандерас — Шрек 2 Уилл Смит — Правила съема: Метод Хитча Бен Стиллер — Вышибалы Уилл Феррелл — Телеведущий                                                                                | [ 14 ]        |
| 15-я      | 2006          | Стив Карелл — Сорокалетний девственник              | Винс Вон — Незваные гости Адам Сэндлер — Всё или ничего Тайлер Перри — Воссоединение семьи Мэдеи Оуэн Уилсон — Незваные гости                                                                     | [ 15 ]        |
| 16-я      | 2007          | Саша Барон Коэн — Борат                             | Адам Сэндлер — Клик: С пультом по жизни Бен Стиллер — Ночь в музее Уилл Феррелл — Лезвия славы: Звездуны на льду Эмили Блант — Дьявол носит Prada                                                 | [ 16 ]        |
| 17-я      | 2008          | Джонни Депп — Пираты Карибского моря: На краю Света | Сет Роген — Немножко беременна Адам Сэндлер — Чак и Ларри: Пожарная свадьба Эми Адамс — Зачарованная Джона Хилл — Superперцы                                                                      | [ 17 ]        |
| 18-я      | 2009          | Джим Керри — Всегда говори «Да»                     | Стив Карелл — Напряги извилины Анна Фэрис — Мальчикам это нравится Джеймс Франко — Ананасовый экспресс Эми Полер — Ой, мамочки                                                                    | [ 18 ]        |
| 19-я      | 2010          | Зак Галифианакис — Мальчишник в Вегасе              | Сандра Буллок — Предложение Брэдли Купер — Мальчишник в Вегасе Райан Рейнольдс — Предложение Бен Стиллер — Ночь в музее 2                                                                         | [ 19 ]        |
| 20-я      | 2011          | Эмма Стоун — Отличница легкого поведения            | Рассел Брэнд — Побег из Вегаса Зак Галифианакис — Впритык Эштон Кутчер — Больше чем секс Адам Сэндлер — Притворись моей женой                                                                     | [ 20 ]        |
| 21-я      | 2012          | Мелисса Маккарти — Девичник в Вегасе                | Джона Хилл — Мачо и ботан Кристен Уиг — Девичник в Вегасе Оливер Купер — Проект X: Дорвались Зак Галифианакис — Мальчишник 2: Из Вегаса в Бангкок                                                 | [ 21 ] [ 22 ] |
| 23-я      | 2014          | Джона Хилл — Волк с Уолл-стрит                      | Джейсон Судейкис — Мы — Миллеры Джонни Ноксвилл — Несносный дед Кевин Харт — Совместная поездка Мелисса Маккартни — Копы в юбках                                                                  | [ 23 ] [ 24 ] |
| 24-я      | 2015          | Ченнинг Татум — Мачо и ботан 2                      | Крис Прэтт — Стражи Галактики Крис Рок — Топ-5 Кевин Харт — Шафер напрокат Роуз Бирн — Соседи. На тропе войны                                                                                     | [ 25 ]        |
| 25-я      | 2016          | Райан Рейнольдс — Дэдпул                            | Эми Шумер — Девушка без комплексов Кевин Харт — Миссия в Майами Мелисса Маккарти — Шпион Ребел Уилсон — Идеальный голос 2 Уилл Феррелл — Крепись!                                                 | [ 26 ]        |
| 26-я      | 2017          | Лил Рел Хауэри — Прочь                              | Уилл Арнетт — Лего Фильм: Бэтмен Адам Дивайн — Трудоголики Илана Глейзер, Эбби Джейкобсон — Брод-Сити Сет Роген — Полный расколбас Сет Макфарлейн — Гриффины                                      | [ 27 ]        |
| 27-я      | 2018          | Тиффани Хэддиш — Улётные девочки                    | Джек Блэк — Джуманджи: Зов джунглей Дэн Леви — Шиттс Крик Кейт Маккиннон — Saturday Night Live, Очень плохие девчонки, Волшебный школьный автобус снова в деле Эми Шумер — Красотка на всю голову | [ 28 ]        |
| 28-я      | 2019          | Дэн Леви — Шиттс Крик                               | Аквафина — Безумно богатые азиаты Марсэй Мартин — Мелкая Джон Малейни — Большой рот Закари Ливай — Шазам!                                                                                         |               |
| 29-я      | 2021          | Лесли Джонс — Поездка в Америку 2                   | Эрик Андре — Приколисты в дороге Энни Мерфи — Шиттс Крик Исса Рэй — Белая ворона Джейсон Судейкис — Тед Лассо                                                                                     | [ 29 ]        |
| 30-я      | 2022          | Райан Рейнольдс — Главный герой                     | Джон Сина — Миротворец Бретт Голдстин — Тед Лассо Джонни Ноксвилл — Чудаки навсегда Меган Сталтер — Хитрости                                                                                      | [ 30 ]        |